# Тафт, Джош
Джош Тафт (англ. Josh Taft) — американский музыкальный режиссёр. 
Тафт наиболее известен как автор музыкальных клипов для Alice in Chains («Would?»), Stone Temple Pilots («Sex Type Thing», «Plush» и «Lady Picture Show»), Nas («The World is Yours»), A Tribe Called Quest («Award Tour», «Electic Relaxation» и «Oh My God»), Cypress Hill («Insane in the Brain»), Mother Love Bone («Stardog Champion») и Pearl Jam («Alive», «Even Flow» и «Oceans»), Mad Season («River of Deceit») и Fuel («Shimmer»).
После окончания киношколы Нью-Йоркского университета в 1989 году Тафт вернулся в свой родной город Сиэтл, штат Вашингтон, где начал снимать видео для своих друзей-музыкантов, в том числе членов Mother Love Bone (предшественника Pearl Jam) и Soundgarden. После создания собственной компании Cowboy Films, Тафт снимал видео для других групп альтернативного рока, таких как Stone Temple Pilots и Alice in Chains. За свою работу он получил несколько наград MTV Video Music Awards и Billboard Music Awards.
Позднее Тафт занимался съёмкой рекламных роликов для таких компаний, как Adidas, Reebok, Nike, Energizer, Sprite и Nissan Xterra . В 2003 году он получил «Льва» на Каннском фестивале за рекламу Nike «Stickman Basketball», а затем ещё одну премию за рекламу Coca-Cola «Round The Fire». Он также стал лауреатом золотой награды премии Clio в 2004 году за свои ролики для Nike — «Frisbie», «Hoops» и «Football».
Тафт снял документальный фильм ALIVE & WELL (2013), котором рассказывалось о семи людях, страдающих болезнью Хантингтона. Премьера фильма состоялась на Международном кинофестивале в Сиэтле в мае 2013 года. 